# Női 4 × 5 km-es sífutóváltó az 1980. évi téli olimpiai játékokon
Az 1980. évi téli olimpiai játékokon a sífutás női 4 × 5 km-es váltó versenyszámát február 21-én rendezték. Az aranyérmet a keletnémet váltó nyerte meg. A versenyszámban nem vett részt magyar csapat.

## Végeredmény
Az időeredmények másodpercben értendők.
| Helyezés | Csapat | Idő                                            |
| -------- | --- | ---------------------------------------------- |
| Arany    | NDK (GDR) · Marlies Rostock · Carola Anding · Veronika Hesse-Schmidt · Barbara Petzold                                    | 1:02:11,10 15:50,64 15:39,52 15:18,23 15:22,71 |
| Ezüst    | Szovjetunió (URS) · Nyina Baldicsova · Nyina Rocseva · Galina Kulakova · Raisza Szmetanyina                               | 1:03:18,30 15:52,78 16:03,83 15:50,06 15:31,63 |
| Bronz    | Norvégia (NOR) · Brit Pettersen · Anette Bøe · Marit Myrmæl · Berit Aunli                                                 | 1:04:13,50 16:08,65 15:56,61 16:15,91 15:52,33 |
| 4.       | Csehszlovákia (TCH) · Dagmar Palečková-Švubová · Gabriela Svobodová-Sekajová · Blanka Paulů · Květa Jeriová               | 1:04:31,39 16:38,43 15:54,20 16:12,23 15:46,53 |
| 5.       | Finnország (FIN) · Marja Auroma · Marja-Liisa Hämäläinen · Helena Takalo-Kivioja · Hilkka Riihivuroi-Kuntola              | 1:04:41,28 16:52,95 16:17,13 15:53,27 15:37,93 |
| 6.       | Svédország (SWE) · Marie Johansson · Karin Lamberg · Eva Olsson · Lena Carlzon-Lundbäck                                   | 1:05:16,32 16:19,53 16:14,45 16:13,75 16:28,59 |
| 7.       | Egyesült Államok (USA) · Alison Owen-Spencer · Beth Paxson · Leslie Bancroft-Krichko · Lynn von der Heide-Spencer-Galanes | 1:06:55,41 17:03,63 16:42,78 16:24,52 16:44,48 |
| 8.       | Kanada (CAN) · Angela Schmidt-Foster · Shirley Firth · Esther Miller · Joan Groothuysen                                   | 1:07:45,75 17:10,74 16:51,37 17:07,96 16:35,68 |